# TRML
TRML (нім. Telefunken Radar Mobil Luftraumüberwachung, або «Мобільний радар спостереження за повітряним простором Telefunken») — сімейство радарів протиповітряної оборони, спочатку розроблених компанією Telefunken, а зараз виробляються компанією Hensoldt. Цей радар є розвитком попереднього покоління — TRMS (нім. Telefunken Radar Mobil Such, або «Мобільний пошуковий радар Telefunken»).
Версії із висувною щоглою — це радари TRML-2D з обертовою параболічною антеною та TRML-3D з обертовою фазованою антенною решіткою, позначені Бундесвером як Nahbereichsradar (NBR) або «радар малої дальності». Остання модель TRML-4D постачається з твердотільною антеною з активною фазованою антенною решіткою (AESA), яка не висувається і обертається.

## Опис системи

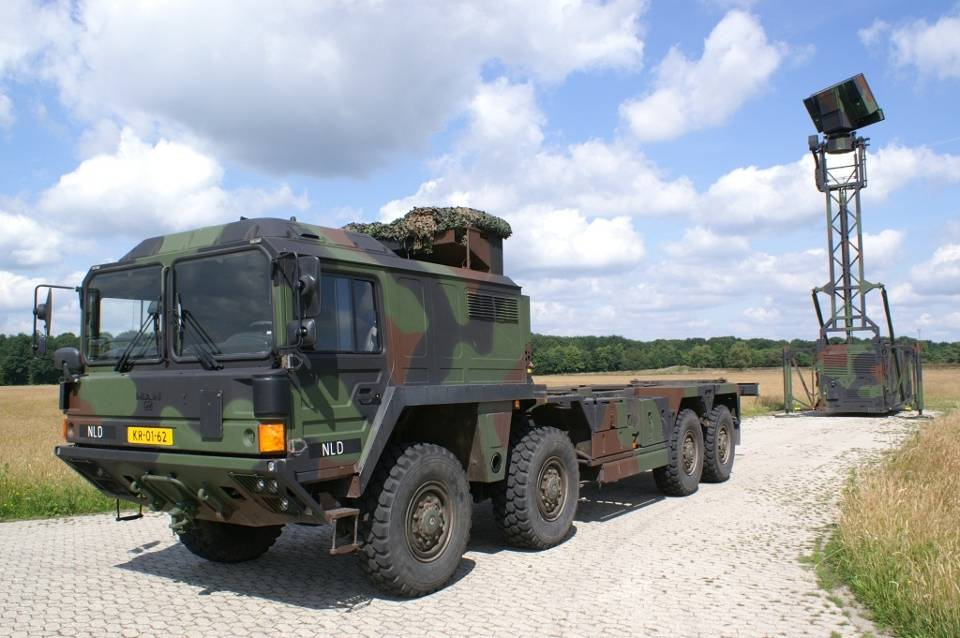
Модуль TRML, знятий з базового автомобіля (MAN 10 ton)

TRML-2D розроблений як автономна мобільна командна система протиповітряної оборони з інтегрованим пошуковим радаром. Вона може виявляти, ідентифікувати та супроводжувати літаки на низькій і середній висоті, призначати цілі для підключених пускових установок і надсилати команди в мережу управління боєм. Радіус дії радара становить 60 км для TRML-2D, 200 км для TRML-3D/32 і 250 км для TRML-4D.
Укриття для екіпажу з інтегрованою висувною щоглою завантажується на вантажівку (позначення Бундесверу «Lkw 15 t mil gl BR»), але також може бути розібрано, щоб працювати як окремий причіп. Генератор вбудований в комплекс. Екіпаж складається з двох-трьох операторів спостережної РЛС.
Радар має бічний канал для виявлення вертольотів. Це дозволяє одночасно діяти проти швидких низьколітаючих літаків і зенітних ракет, а також проти надзвичайно повільних цілей, таких як завислі у повітрі вертольоти. Обладнання електронних захисних засобів для захисту від радіоелектронної протидії в умовах радіоелектронної боротьби та придушення перешкод з високою роздільною здатністю дозволяють виявляти та контролювати навіть дуже маленькі цілі в складних умовах довкілля. TRML може передавати виявлені сліди в системи управління боєм протиповітряної оборони (HFLaAFüSyS 9, HEROS 2) для створення більш детальної картини повітряного простору.
Виробником радара є компанія Deutsche Aerospace AG, яка була об'єднана з EADS і присутня на ринку під назвою Airbus Defence and Space із січня 2014 року. Після відділення підрозділу електроніки Airbus Defence and Space наприкінці лютого 2017 року, виробником стала компанія Hensoldt.

### TRML 2D

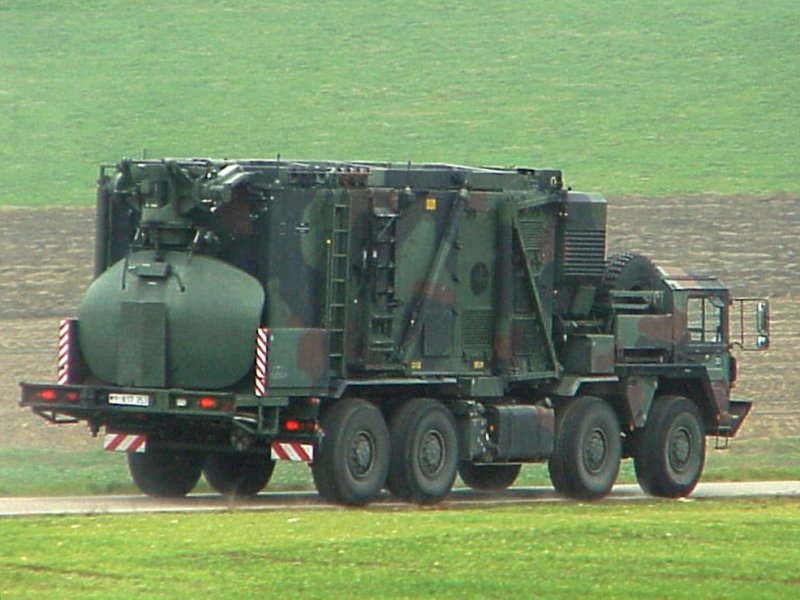
TRML-2D на ходу

TRML-2D використовує поворотну параболічну антену з косекансно-квадратичною діаграмою спрямованості, де нижній край трохи відхиляється від параболічної форми (так звана «нижня губа»). Антена може передавати і приймати сигнали лінійної і циркулярної поляризації. Максимальна висота антени 12 м (верхній край); антена також може працювати на даху укриття. Швидкість обертання становить від 14 до 27 об/хв (від 2,25 до 4,44 с). Антена IFF вбудована в основну антену. Над параболічним рефлектором розташований всенаправлений антенний елемент для придушення бічних пелюсток.
Дальність виявлення вказана виробником як 46 км для цілей з радіолокаційним перетином 1 м² і ймовірністю виявлення 80 % на висоті 6000 м. Для цілей з радіолокаційним перетином 3 м² дальність становить 60 км.

### TRML 3D

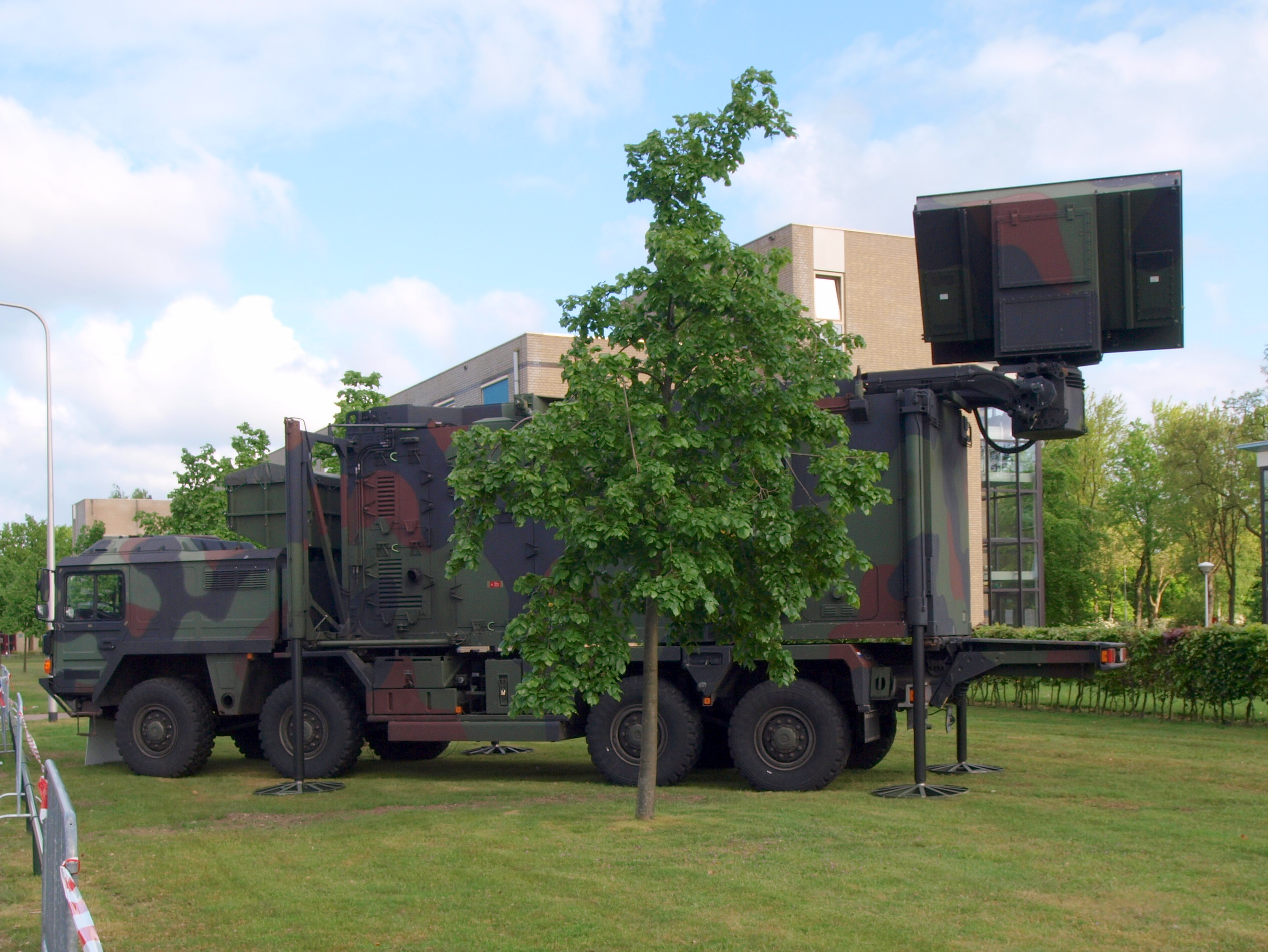
TRML-3D з антеною на даху

TRML-3D оснащена 16 або 32-елементною пасивною фазованою антенною решіткою. У стандартному виконанні антена має лінійну горизонтальну поляризацію; вертикальна поляризація доступна як додткова опція.
Із блоків, використовуваних TRML-3D, був створений морський пошуковий радар TRS-3D.

## TRML-4D

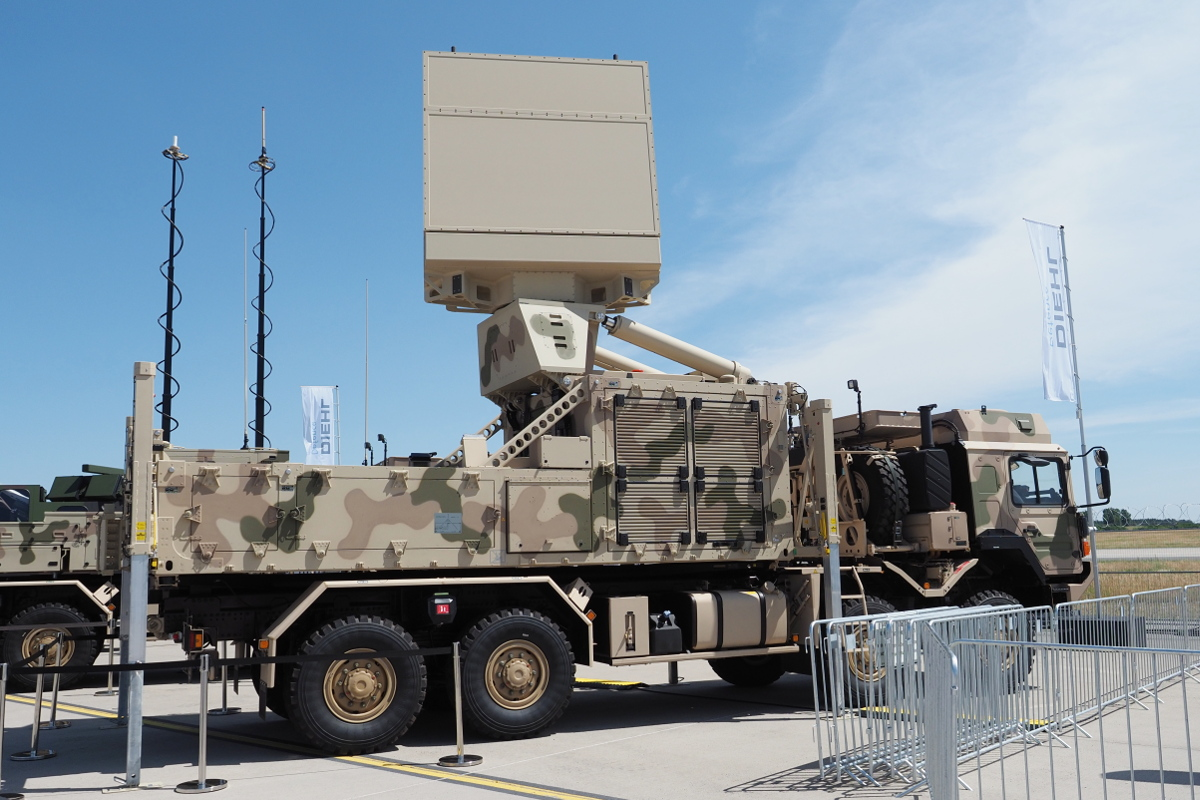
TRML-4D для IRIS-T SLM

Останній варіант радара компанія Hensoldt представила на виставці Eurosatory у 2018 році. Перші замовники отримали його у 2020 році.
Радарний блок містить повністю перероблену антену із активною фазованою антенною решіткою з твердотільними нітридо-галієвими елементами, встановлену на незсувній безперервно обертовій основі. Система більше не містить інтегрованого укриття оператора, тому потрібен окремий модуль. TRML-4D поєднує цифрове формування променя з імпульсно-доплерівським радаром для виявлення важкодоступних повітряних цілей, таких як завислі у повітрі вертольоти або маловисотні крилаті ракети. Система має підвищені характеристики в порівнянні з попередниками і здатна супроводжувати 1500 цілей на дальності до 250 км. Вона підтримує ідентифікацію Mode 5 і Mode S.
Станція обладнана бортовим генератором електроенергії і може перевозитися будь-якою вантажівкою, яка має стандартні 20-футові (6,1 м) ISO-контейнерні фітинги.

## Оператори
- Німеччина
- Нідерланди
- Литва[8]
- Малайзія
- Таїланд[9]
- Україна: 6 станцій, станом на 2 листопада 2023 року

### Україна
В другій половині жовтня 2022 року було повідомлено про передачу Україні першої РЛС TRML-4D для використання в складі зенітного ракетного комплексу IRIS-T SLM
Наприкінці червня 2023 року німецький уряд повідомив про передачу другої РЛС Україні.
30 серпня 2023 було оголошено про передачу третьої станції
Про передачу четвертої станції повідомили 27 жовтня 2023 року, а вже за тиждень (2 листопада) оголосили про передачу ще двох станцій